# Comino
Kemmuna (közismertebb olasz nevén Comino) a Máltai-szigetcsoport Malta és Gozo között fekvő kisebb szigete. Területe 3,5 km², legnagyobb mérete 3 km. Nevét a szigeten egykor tömegesen előforduló fűszerkömény után kapta. Jelenleg csupán négy fő alkotja állandó lakosságát, közigazgatásilag a gozoi Għajnsielemhez tartozik. Két szálloda működik a sziget nyugati oldalán. Nagy része madár- és természetvédelmi terület.

## Földrajza és élővilága
Kemmuna a Cominoi-csatorna (Il-Fliegu ta' Kemmuna, Comino Channel) közepén áll, nagyjából egyenlő távolságra a két szomszédos szigettől. Egyetlen gránittömb alkotja a hozzá tartozó Kemmunet szigettel együtt. Természetes vízfolyása nincs. Növényvilága hasonló a csatorna két partján lévőhöz, állatvilágát nagyobbrészt nyulak, denevérek, disznók, és a rendkívül nagy számban fészkelő madarak alkotják.

## Története
| 1. Szent Miklós-öböl 2. Szűz Mária-öböl 3. Cominotto 4. Kék-lagúna 5. Għar Għana 6. Għemieri 7. Ras-l-Irqlega | 8. Szűz Mária-torony 9. Capilla de la Anunciación 10. Granja de cerdos 11. Erődítmény (romok) 12. A sziget legmagasabb pontja (47 m tszf.) 13. Hegy (47 m tszf.) |

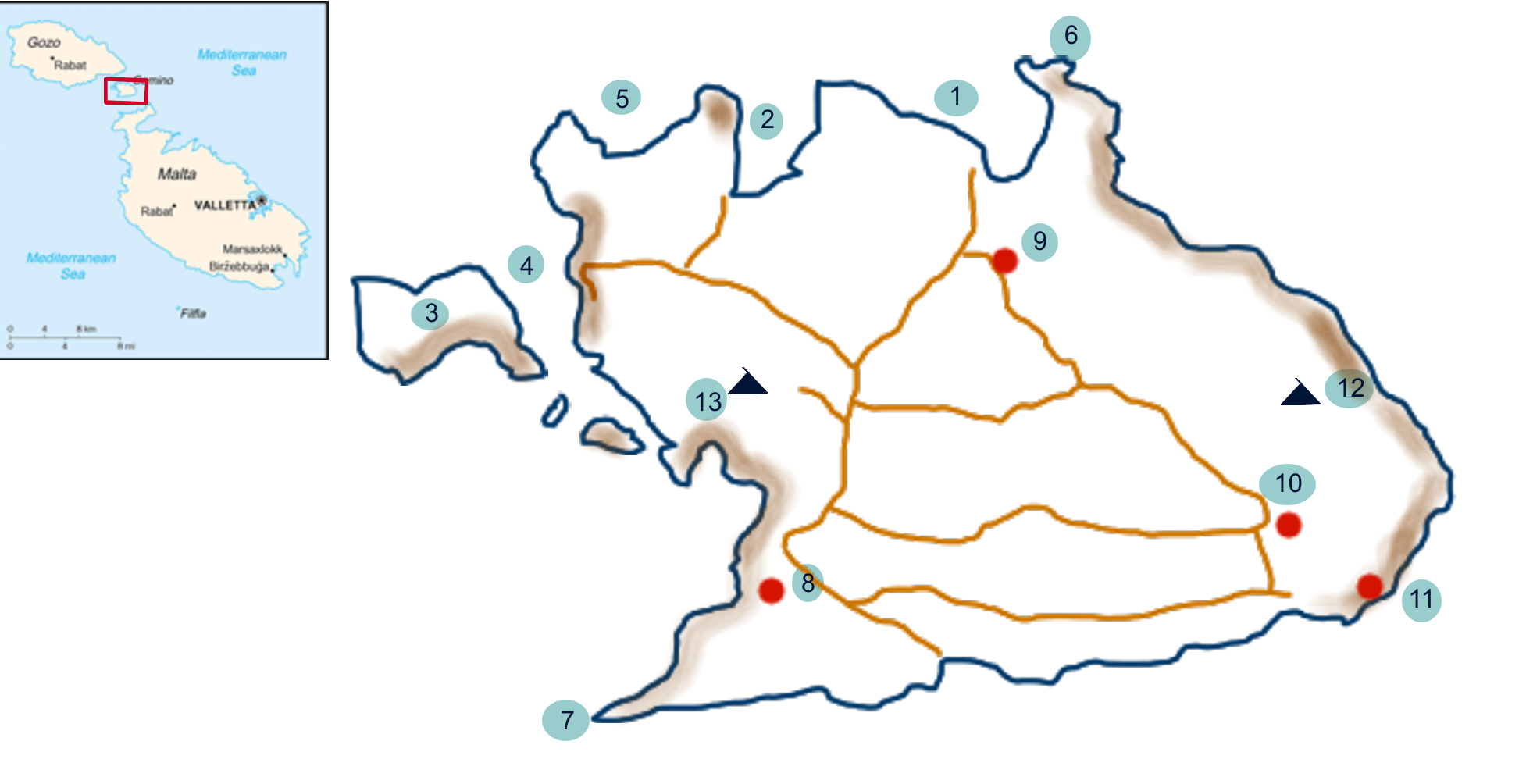
Comino térképe

A föníciaiak már partraszálltak a szigeten, és Festja néven ismerték. Szkülax Lampas néven említi, Philippus Cluverius Szicíliáról és szigeteiről írt művében a neve Hephaestia, Klaudiosz Ptolemaiosznál Chemmona. Abraham Abulafia, a Profetikus Kabbala megalapítója Rómából menekülve a szigetre vonult vissza, és itt is halt meg 1291-ben. Comino gránittömbje ezután évszázadokon át alkalmas búvóhely volt a kalózok számára.
A 15. században Gozo lakosai kérték Szicília alkirályát, hogy gondoskodjon a sziget védelméről. Ennek ellenére csak a Szent János Lovagrend érkezése után készültek tervek a sziget őrtornyához. A lovagok a szigetet csupán vadászterületnek használták, így az őrtorony építése is csúszott. Végül az 1614-es török támadás után Alof de Wignacourt nagymester fejeztette be. Brichelot és Bremond 1718-as térképén a sziget neve Isle Comingo.
A francia megszállás idején börtönként használták. A brit uralom idején sokáig katonai terület volt, majd néhány naxxari lakos költözött ide, 1881-ben 33 lakosa volt. 1912-ben karantén lett a kolerajárvány idején, ezért lezárták. A britek távozása után sorsára hagyták, csupán egy szálloda épült az északnyugati oldalon. Ma jelentős része nyitott a turisták előtt, csak keleti része madárrezervátum.

## Nevezetességei

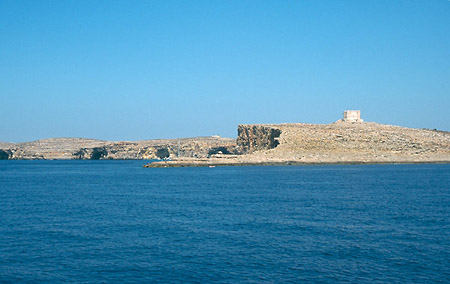
Comino a Santa Marija toronnyal

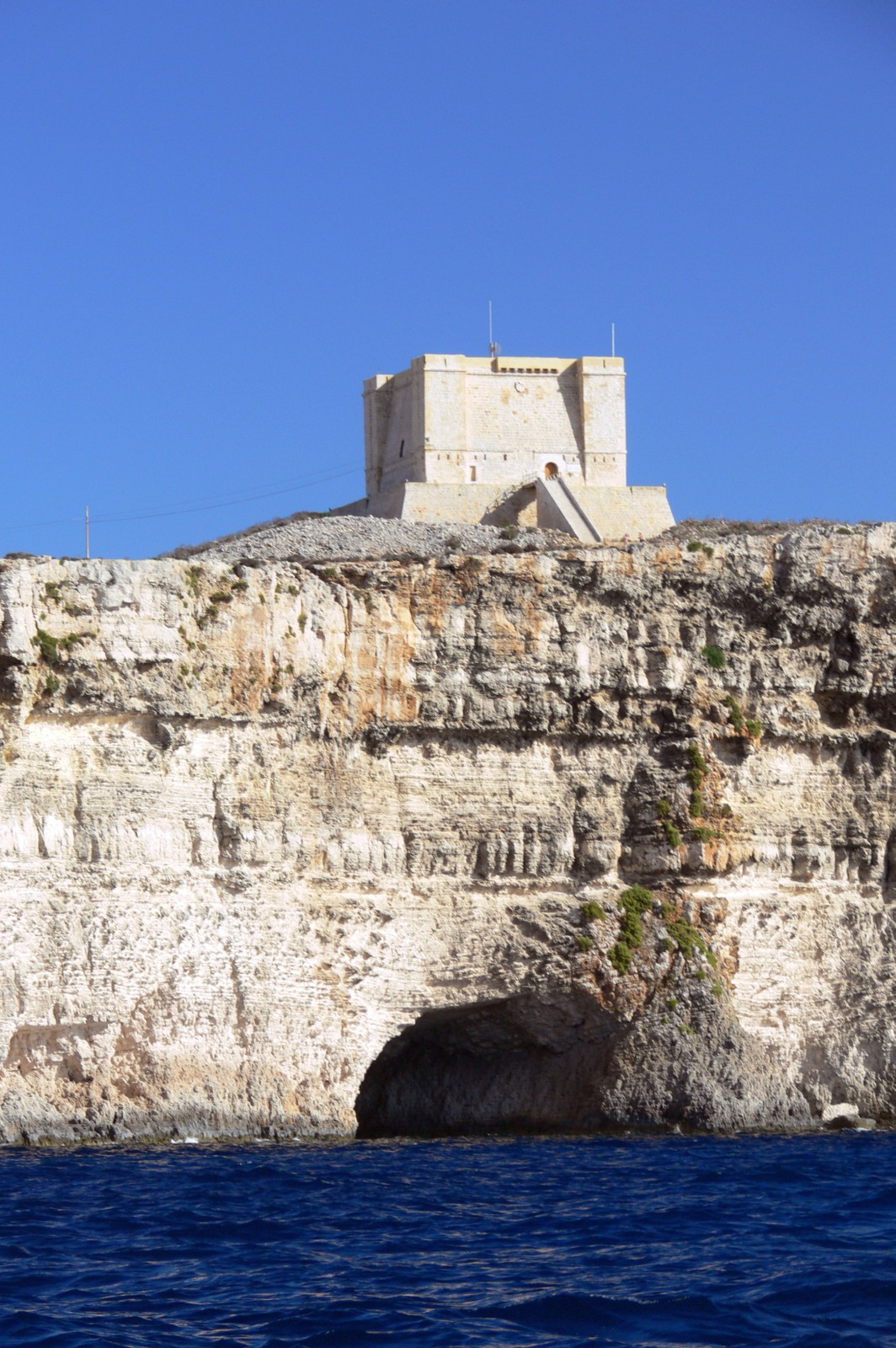
A Santa Marija torony

Legfontosabb nevezetessége az ún. Kék Laguna (Blue Lagoon), amelyért a turisták akár az északkeleti városokból is ideutaznak. A legtöbb hajós kirándulásnak is állandó állomása.
További nevezetességei:
- Szűz Mária-torony (Torri ta' Santa Marija): a sziget nyugati partján áll 60 méter magasan. Tervezése már 1418-ban elkezdődött, ám Alfonz király megvonta a támogatást. Csak kétszáz évvel később, 1614-ben fejeztette be Alof de Wignacourt nagymester, tervezője feltehetőleg Vittorio Cassar volt. Ez volt a legdrágább az összes parti őrtorony közül. Egykor 10 nehéz és 8 könnyű ágyúja volt, 130 katonát tudott fogadni
- Santa Marija-üteg (battery): a Malta felé néző erődítést 1715-ben építették. Hét ágyúnak volt hely, ám kortársak beszámolói szerint már a lovagrend idején sem volt személyzete. A 20. századra siralmas állapotban volt. Ágyúit 1997-ben elszállították, és a tervek szerint a Din l-Art Ħelwa (a máltai kulturális örökségekért felelős hivatal) felújíttatja.
- Comino kápolnája: 1618-ban épült, azóta kétszer kibővítették. Nyaranta ma is használják

## Közlekedés
A sziget a gozoi Mġarrból ill. a máltai Ramla Bayből és Ċirkewwából induló menetrend szerinti csónakokkal és kirándulóhajókkal megközelíthető.